# Džurdži Zajdan
Džurdži Zajdan (arapski جرجي زيدان Jurjī Zaydān; 1861. – 1914.), književnik. Jedna od središnjih ličnosti arapskog preporoda (Nahda). Rođen je u pravoslavnoj obitelji, a 1881. je bio primljen na studij medicine na Sirijsko protestantsko sveučilište (danas Američko sveučilište u Bejrutu), gdje se susreo s idejama moderne ekonomije, sociologije, darvinizma i masonstva. Zbog jake cenzure osmanskih vlasti ubrzo je napustio Bejrut i trajno se nastanio u Kairu. Osnovao je (1892) i do smrti uređivao znanstveni i književni časopis Al-Hilāl (arapski: polumjesec), koji izlazi i danas. Prvi je u arapsku književnost uveo povijesni roman. Tijekom života napisao ih je 23, redovito ih svake godine serijalizirajući za objavljivanje u Al-Hilālu. Iako književna kritika o njima često nije imala visoko mišljenje zbog trivijalne fabule i plošno ocrtanih likova te autorova novinarskog stila, oni su u društvu raširene nepismenosti pružali objektivnu sliku važnih događaja klasične arapske i islamske povijesti.